# Campeaux, Calvados
Campeaux är en kommun i departementet Calvados i regionen Normandie i norra Frankrike. Kommunen ligger i kantonen Le Bény-Bocage som ligger i arrondissementet Vire. År 2018 hade Campeaux 589 invånare.

## Befolkningsutveckling
Antalet invånare i kommunen Campeaux
Referens: INSEE